# Sunghila
La sungila (pronuncia sunghìla) è un raduno tipico della tradizione angolana che si tiene, preferibilmente al chiar di luna.

## Storia
La sungila è destinata a educare, avvertire, istruire, formare e informare. Insomma, è una scuola di vita. Al contrario della maka dove tutti hanno facoltà di parlare, nella sungila la parola è riservata ai “maestri” della parola, ai griot, ai cantastorie, agli esperti nell'arte oratoria, ai depositari della memoria collettiva, ai titolari di una saggezza comprovata. Uomini e donne.
Nella sungila, il nero africano viene istruito nel suo essere nel mondo. La Storia gli viene presentata non come un passato, presente e futuro. Di fatto, il passato non si presenta per essere contemplato, ma per incontrare se stessi: il processo evolutivo è parte essenziale della propria identità. Il presente non è abbastanza significativo e qualificativo; non è un indicatore dell'umanità: molti quadrupedi hanno la testa rivolta verso il suolo e ciò indica l'importanza che ha il loro presente, l'hic et nunc.
Il momento decisivo della storia dell'umanità, invece, fu quello in cui l'uomo assunse la posizione eretta: cominciò a guardare oltre, a chiedersi cosa fosse al di là di quello che riusciva a vedere. La linea dell'orizzonte, introiettata e proiettata nella dimensione temporale, allargava in tutti i sensi il quadro visivo, in senso fisico-geografico o in senso metafisico-storico.
Il futuro si tende come latenza del passato, come recupero della Storia per i nostri posteri, per i nostri discendenti, per i figli dei nostri figli.
Dall'istanza sungila, dunque, la Storia viene presentata come proprietà del mondo, ossia: la Storia non è il passato, il presente o il futuro. La Storia è l'uomo nel tempo. A questa dimensione portano le narrazioni che caratterizzano la sungila: le teogonie, le cosmogonie, i miti, i proverbi.  Di Marcel Griaule, uno dei pionieri dell'etnologia contemporanea, che visse a lungo presso i Dogon, si dice che “si era reso conto che i Dogon avevano una loro cultura, organizzata in forma mitica, di estrema complessità: e aveva compreso che il sistema del mondo dei Dogon rappresentava un equivalente africano delle grandi cosmogonie classiche come quella di Esiodo” (Dio d'acqua, Presentazione).
E Griaule stesso, parlando dei Dogon dice: “questi uomini vivono su una cosmogonia, su una metafisica e su una religione che li pone sullo stesso piano dei popoli dell'antichità e che la stessa cristologia avrebbe interesse a studiare” (Dio d'acqua, Prefazione).